# Wydział Wokalno-Aktorski Akademii Muzycznej im. Feliksa Nowowiejskiego w Bydgoszczy
Wydział Wokalno-Aktorski Akademii Muzycznej im. Feliksa Nowowiejskiego w Bydgoszczy – jeden z czterech wydziałów Akademii Muzycznej im. Feliksa Nowowiejskiego w Bydgoszczy. Jego siedziba znajduje się przy ul. Słowackiego 7 w Bydgoszczy. Powstał w 1980 roku.

## Struktura
- Katedra Wokalistyki
- Zakład Aktorstwa i Ruchu Scenicznego[2]

## Kierunki studiów
- wokalistyka[1]

## Władze
- Dziekan (2024-2028): prof. dr hab. Małgorzata Grela[3]
- Prodziekan (2024-2028): prof. dr hab. Piotr Wajrak[3]